# 吉武秀哉
吉武 秀哉（よしたけ ひでや）は、山形大学有機エレクトロニクス研究センター教授 兼 山形大学xEV飯豊研究センター・センター長を務めた。
専門は有機電気化学・電池材料の研究。機能性電解液の世界的第一人者。博士（理学）（2003年、佐賀大学にて取得）。

## 経歴
1986年、山口大学大学院理学研究科修士課程修了、宇部興産（現・UBE）に入社。
1992年、リチウムイオン二次電池溶媒に用いられる炭酸メチルエチル（エチルメチルカルボナート）の工業化に成功（世界初）。1996年、機能性電解液の事業化・工業化に成功（世界初）。2003年、論文「リチウムイオン二次電池負極界面の機能制御と電解液添加剤に関する研究」で佐賀大学より博士（理学）号取得。
2011年、宇部興産を退職、山形大学大学院理工学研究科教授に就任。
2016年、山形大学xEV飯豊研究センター・センター長に就任。
2018年7月23日、xEV飯豊研究センターにおいて、職員に対しパワーハラスメントを行ったことを理由に給与1日分半減の懲戒処分を受ける。
2020年春、山形大学を退職。

## 共著
- 芳尾真幸, 小沢昭弥 (編集)『リチウムイオン二次電池－材料と応用－』日刊工業新聞社、1996年[1]
- 『リチウムイオン電池材料の開発と市場』シーエムシー出版、1997年[1]
- 『二次電池材料この10年と今後』シーエムシー出版、2003年[1]